# نورثامبرلاند فيوسليرز الملكيون

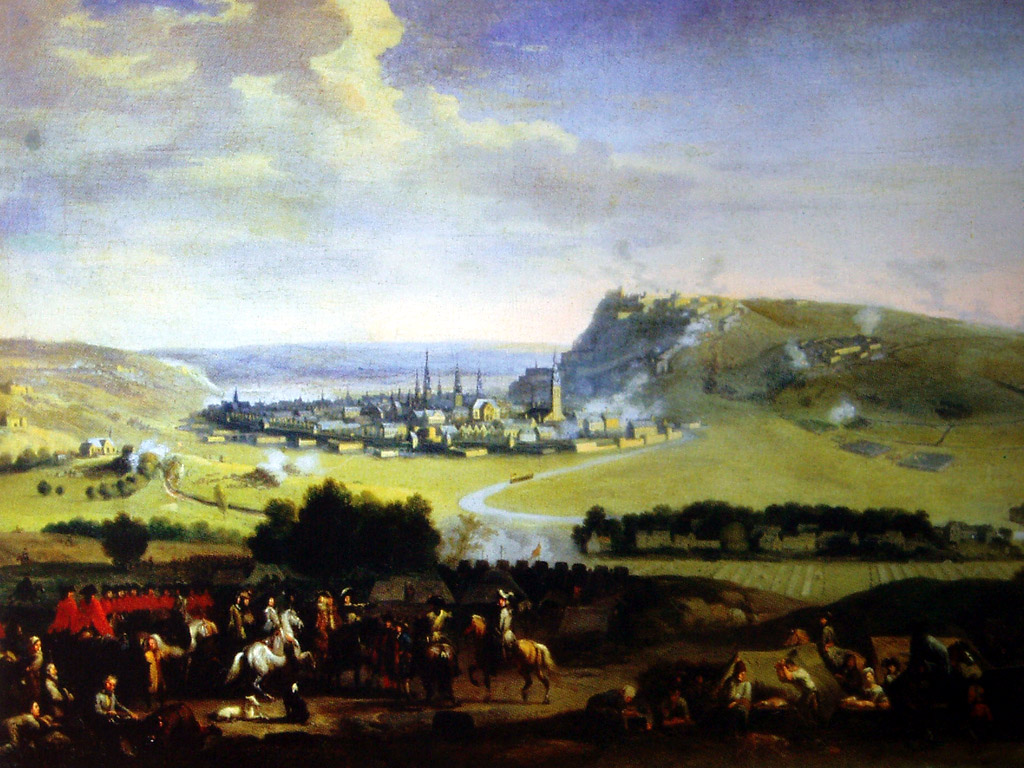
حصار نامور

النورثامبرلاند فيوسليرز الملكيون هم فوج من المشاة خدم في الجيش البريطاني، وظهر سنة 1674، وتم سنة 1968 تشكيل فوج الفيوسليرز الملكي .

## التاريخ المبكر 1674-1751

### حرب التسعة سنوات
هذا الفوج خدم أثناء الحملة الإيرلندية 1690-1691، وكان حاضرا وقت معركة بوين وأثناء الحصار الثاني لأثلون وحصار سنة 1691 لليمريك .
في سنة 1692 الوحدة أبحرت إلى الفلاندرز حيث بقوا هناك لمدة خمسة سنوات، وفي سنة 1695 كانوا من ضمن التحالف الذي أعاد فتح نامور Namur، ومع نهاية هذه الحرب التي شاركوا بها عادوا إلى بريطانيا بعد معاهدة ريسوك التي وقعت في العشرين من سبتمبر سنة 1697 (ريسوك بلدة هولندية) .

### حرب الخلافة الإسبانية
الفوج قضى الفترة بين 1707-1713 في إسبانيا، وكانوا ضمن أربعة أفواج بعثت لتقاتل مع الحلفاء البرتغاليين .

### حرب الأنجلو-إسبان
خلال هذه الحرب سنة 1727، كان الفوج جزء من حامية جبل طارق .

## 5th Regiment of Foot 1751–1782

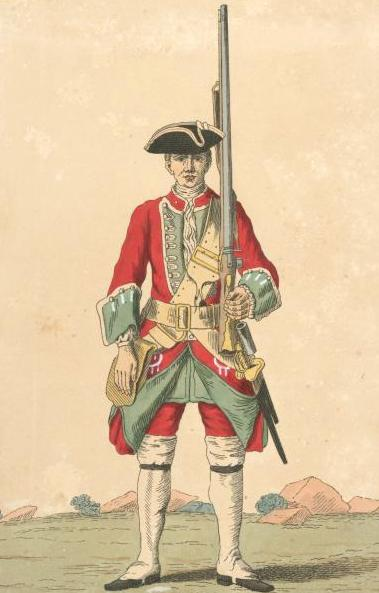
Soldier of the 5th Regiment of Foot in 1742

في 1 يوليو سنة 1751 صدرت مذكرة ملكية تمنع تسمية الأفواج بأسماء الكولونيلات الذين يقودون هذه الأفواج العسكرية، لكن تتم التسمية بالعدد أو الرتبة العسكرية، ووفقا لذلك تم تسمية فوج الجنرال والملازم ايرفين باسم 5th Regiment of Foot .

### حرب السبع سنوات
الحدث الأكبر التالي الذي اشترك في مشاة الفوج الخامس هو حرب السبع سنوات، حيث شاركوا في غارة شيربورغ سنة 1758 وفي معركة ووربورغ سنة 1760 وفي معركة كيرش دينكيرن سنة 1761 وغيرها .

## ألقاب سابقة
- A Holland Regiment سنة 1674
- The 5th, or Northumberland Regiment of Foot سنة 1784
- The 5th, or Northumberland Fusiliers سنة 1836
- The Northumberland Fusiliers سنة 1881
- The Royal Northumberland Fusiliers سنة 1935

### اليوم
تم دمج الفوج في 23 أبريل 1968 ليشكل فوج الفيوسليرز الملكيون الذي هو فوج كبير من كتيبة الملكة .

## وصلات خارجية
- http://www.northumberlandfusiliers.org.uk/